# 박경석 (인권 운동가)
박경석(朴敬石, 1960년 9월 29일~)은 대한민국의 장애인 인권 운동가이다. 현재 전국장애인차별철폐연대 대표와 노들장애인야학 교장, 한신대학교 사회복지학과 겸임교수를 맡고 있다.

## 생애
경상북도 대구시(현 대구광역시)에서 태어나 개신교 집안에서 자란 그는 학창 시절까지만 해도 스포츠 활동을 즐기는 활달한 성격이었다고 한다. 영남대학교 재학중이던 1980년 해병대에 입대, 수색대로 복무하였고 복무 당시에도 스킨스쿠버, 수영, 낙하산을 매우 즐겼다고 한다. 전역 후 대학교 행글라이더 동호회에 들어가 활동 중이던 1983년 8월, 경상북도 경주시 토함산에서 행글라이더를 타던 중 추락 사고로 하반신이 마비되어 지체장애 1급 판정을 받았다.
이후 5년간 집안에서만 생활하다가 1988년 서울장애인복지관에 입소, 그 곳에서 자신과 같은 처지의 장애인들을 만나면서 장애인의 인권에 대한 관심을 갖게 되었고, 1991년 숭실대학교에 입학하여 사회복지학을 전공하였으며 2001년 석사학위를 받았다. 그가 숭실대학교에 입학할 무렵 논의가 시작된 장애인을 위한 야간학교의 설립에도 참여하여 1993년 서울특별시 성동구 구의동(현 광진구) 정립회관 일부를 빌려 노들장애인야간학교(현 노들장애인야학)를 설립하였다.
1999년에는 장애인권운동가 배복주와 결혼했다.
2001년 1월 21일 경기도 시흥시 정왕동 오이도역에서 장애인용 리프트가 추락하여 이를 이용하던 장애인 부부가 사망 및 중상을 당하는 사건이 발생하면서, 그는 5개 관련 단체들과 공동으로 대책위원회를 구성하고 장애인의 이동권 보장을 위한 시민운동을 시작하였고, 이를 계기로 그 해 4월 장애인이동권연대를 조직하게 되었다.
2003년부터는 한신대학교 사회복지학과 겸임교수로 임용되어 사회복지학 개론 및 장애인 복지론을 강의하고 있다.
2007년말, 정립회관 측의 요구로 노들장애인야학은 그곳에서 퇴거당하여 동숭동 마로니에 공원에서 천막을 치고 수업하는 등 어려움을 겪기도 하였으나 시민들의 모금과 서울특별시의 예산 지원으로 2008년 3월 마로니에 공원 인근의 건물에 입주하게 되었다.

## 장애인 운동 및 특기 사항
대부분 불법행위 경력이다.
- 2002년 장애인 리프트 추락사고와 관련하여 서울지하철 철로를 점거하고 농성을 벌이다가 500만원 벌금형을 선고받은 사건이 있었다.[7]
- 2004년 대한민국 국회의원 선거 당시 민주노동당 장애인 비례대표로 추천을 받았으나 그는 이를 사양했다고 한다.[8]
- 노무현 전 대통령 재임 당시 청와대에서 열린 만찬에 초청되어 대통령에게 장애인 인권에 관한 문제를 지적하다가 경호실 직원들에 의해 퇴장당한 사건이 있었다.[8]
- 2012년 10월 26일 장애인 당사자 인권운동가 김주영이 화재로 사망한 사건과 관련하여, 광화문에서 장례식 노제를 치르다 폴리스라인을 넘어 검찰은 장애인 활동가 18명에게 총 1500여만 원의 벌금을 부과하였고, 박경석은 이를 대신하여 스스로 노역형을 자처, 서울구치소에서 5일간 노역형을 복역하고 출소하였다.[2][7]
- 2014년 4월 14일 국민연금공단과 4월 20일 장애인차별철폐의 날 서울고속버스터미널에서 미신고 집회를 주최한 혐의(집시법 위반) 등 기소된 7건에 대해 2018년 10월 25일 징역 14개월 형 집행을 2년 유예 판결받았다.[9]

## 논란
- 전국장애인차별철폐연대의 대중교통 점거 시위

## 저서
《지금이 나는 더 행복하다》, 2013년, 책으로여는세상, ISBN 9788993834185

## 같이 보기
- 노들야학